# Джосер
Джосер («Прекрасний») або Нечерихет (Тосорфрос у Манефона; правив близько 2697–2673 до н. е.) — перший фараон третьої династії єгипетських фараонів епохи Стародавнього царства в Єгипті; будівельник першої єгипетської піраміди. Ймовірно син останнього фараона II династії Хасехемуї і цариці Німаатхеп. При Джосері завершилося об'єднання Верхнього і Нижнього Єгипту в могутню державу. Столицею країни остаточно став Мемфіс («Місто Білих стін»). Хоча Джосеру передував його брат Санахт (Небка), проте саме за часів правління Джосера Єгипет досяг таких успіхів, які відкрили нову еру в історії країни. Тому Манефон вважав його засновником нової, III династії, чому слідує і частина істориків ХІХ–ХХ століть.

## Життєпис

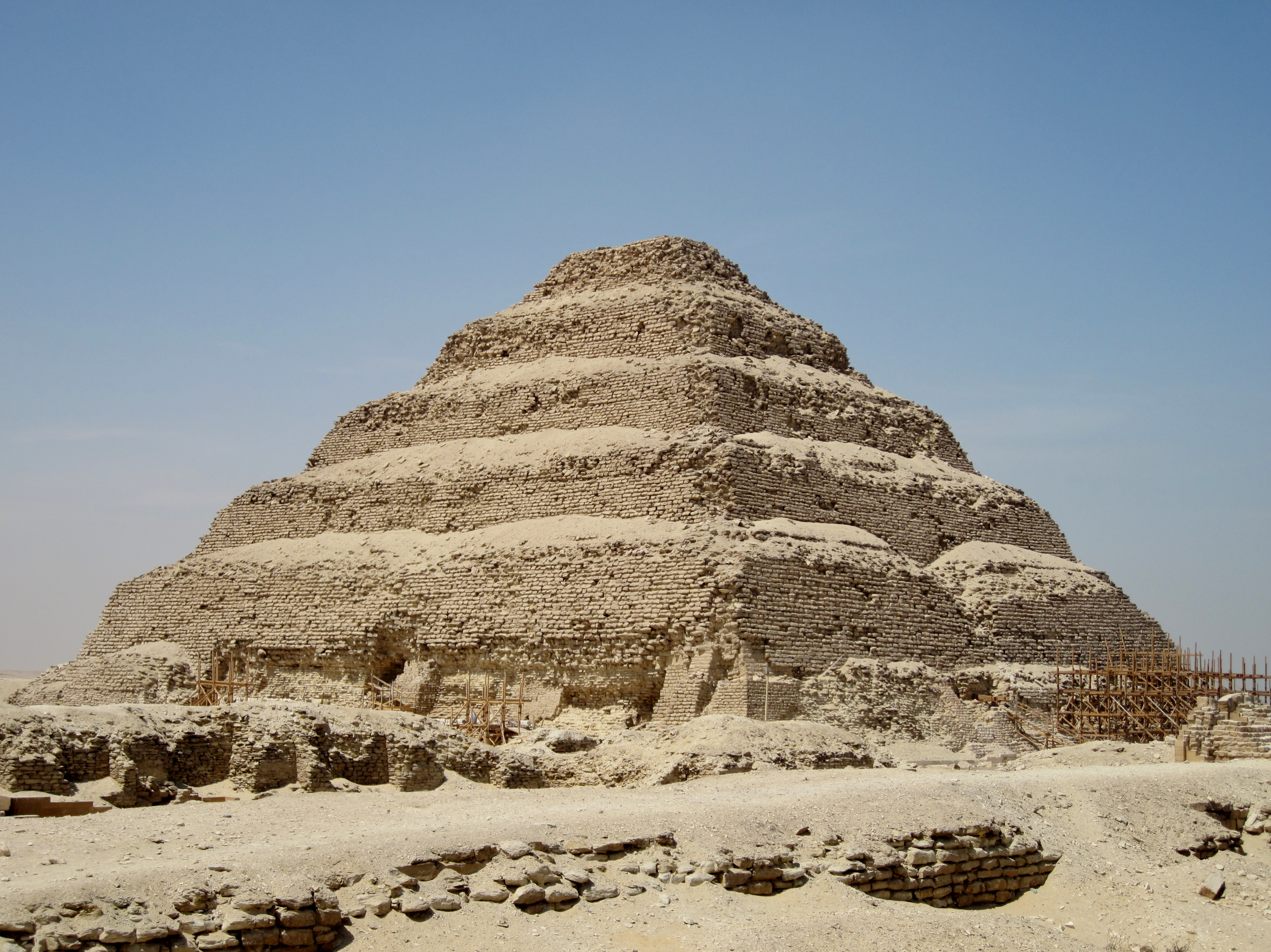
Піраміда Джосера

Ім'я Джосер в перекладі з єгипетського означає «Святий» або «Прекрасний». На жаль, це ім'я вперше зустрічається лише в період 12 династії. У сучасних йому написах Джосер відомий під «хоровим» ім'ям (одне з п'яти офіційних імен фараона) — Хор Нечеріхет. Це ім'я було накреслене на всіх монументах, побудованих під час царювання Джосера. З грецьких джерел відомий як Тосорфрос.
Ініціатива побудувати піраміду-усипальницю для фараона належала Імхотепу — верховному сановнику Джосера. Проєкт був грандіозним, оскільки мав бути побудований не із звичайної сирцевої цегли, а з тесаного каменю. Крім усипальниці у піраміді був створений цілий комплекс храмів для богослужінь і зерносховище. До того ж, існує думка, що Імхотеп не випадково вибрав місце для побудови цієї споруди — її розташування відповідало певному задуму (за декілька кілометрів на північ знаходився Великий Сфінкс).
Джон Вілсон у праці «Непідкорене місто» зазначає:

| Ми приписуємо Джосеру не тільки початок монументальної кам'яної архітектури в Єгипті, але й створення нового монстру — бюрократії.[1] |
Існування складної бюрократичної системи, що почала формуватися ще під час І династії, підтверджується великою кількістю титулів, виявлених на печатках цього періоду.